# Teofipol
Teofipol (ukrainien : Теофіполь, russe : Теофиполь) est une commune urbaine de l'oblast de Khmelnytskyï, en Ukraine. Elle compte 6 377 habitants en 2021.